# قیام بالاحصار

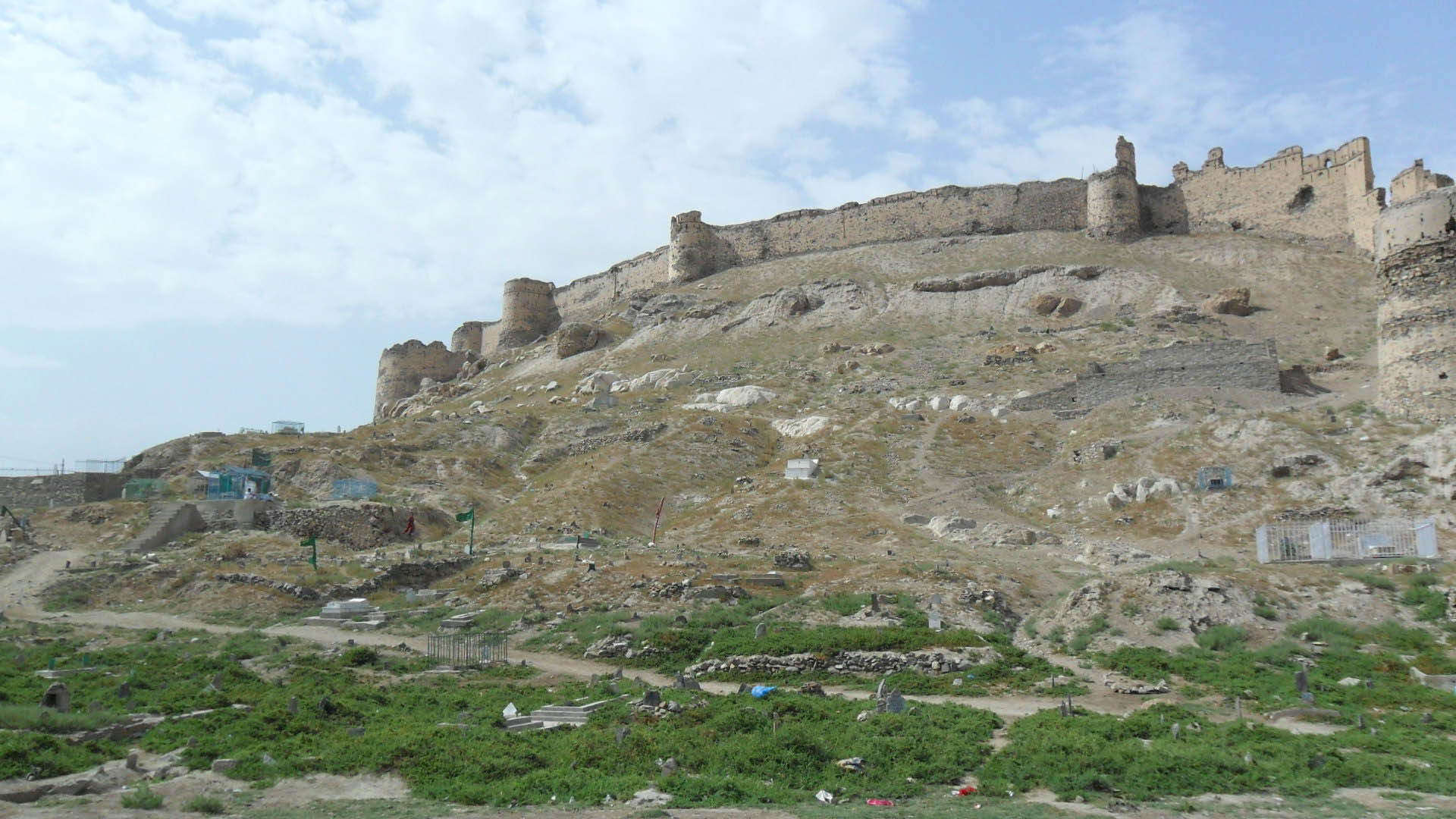
قلعه بالاحصار کابل

قیامی در کابل در تاریخ  ۱۴ اسد ۱۳۵۸ از سوی سازمان رهایی افغانستان علیه حکومت حزب خلق اتفاق افتاد. این قیام در عرض چند ساعت با دو هزار کشته و زخمی از طرفین به پایان رسید.

## ماجرای قیام
پس از کودتای خلقی‌های چپگرا پشتون تبار در ۷ ثور ۱۳۵۷ و شروع جنگ مسلحانه و قهرآمیز ناراضیان و مخالفان یعنی روحانیون و اسلامگرایان افغانستان در برابر رژیم نوپای طرفدار شوروی، از همین‌جا آغاز گردید که به نام «قیام بالاحصار کابل» مشهور است. این قیام به‌وسیله «گروه انقلابی خلقهای افغانستان به پشتیبانی عربستان و غرب و پاکستان» (که سپس به نام سازمان رهایی افغانستان طرفدار چین تغییر نام داد) و پنج حزب و سازمان ملی و اسلامی دیگر از جمله «حرکت اسلامی افغانستان ساخت عربستان و پاکستان» به تاریخ ۱۴ اسد ۱۳۵۸ به راه افتاد که فوراً سرکوب شد.
ده‌ها تن از قیام کننده کشته شدند و تعدادی نیز دستگیر و بعداً اعدام گردیدند. از جمله رهبران این قیام گل احمد بود که جان باخت. از جمله رهبران مهم قیام یکی هم محسن، از اعضای کمیته مرکزی «گروه انقلابی خلقهای افغانستان» بود که دستگیر و اعدام شد.
گفته می‌شود که قیام در اثر خیانت دو تن از رهبران آن سرکوب شد، چون نقشه قیام را به دولت گزارش داده بودند. 
در این قیام برعلاوه کابل هم‌زمان در سایر ولایاتی نیز راه افتیده بود.